# Straffrättsvillfarelse
Straffrättsvillfarelse är en bestämmelse som i svensk rätt återfinns i Brottsbalken 24 kap 9 §, och kan utgöra en ansvarsfrihetsgrund. Bestämmelsen tar sikte på det förhållande, då man inte har vetat om, eller förstått att en gärning är straffbar. Paragrafen nämner fel vid kungörandet av lagen/bestämmelsen, eller av annan orsak uppenbart ursäktlig.
Inom straffrätten råder en stark huvudregel om att okunnighet eller missförstånd om lagen inte är en ursäkt enligt principen ignorantia juris non excusat Straffrättsvillfarelse tillämpas därför sällan.